# 名港西大桥
名港西大桥（平假名：めいこうにしおおはし）是日本爱知县名古屋市的两座三跨连续钢箱梁斜拉桥，跨越名古屋港的名港三大桥（名港东大桥、名港中央大桥、名港西大桥）之一，位于伊势湾岸自动车道的名港中央IC（名古屋市港区金城码头）与飞岛IC（海部郡飞岛村木场）之间。
桥塔均呈“A”形结构，并喷涂为红色。大桥曾获得了1984年度的日本土木学会田中奖。

## 概况
工程分两期建成两座各自独立的大桥。名港西大桥一期工程，于1985年3月20日开通了临时两车道双向通行的收费公路，当时只在名港中央IC一侧有收费站。伊势湾岸自动车道全面通车后，一期大桥改为专供去往东京方向的单向三车道使用；名港西大桥二期工程，即“名港西第二大桥”，于1998年3月30日投入使用，专供去往大阪方向的单向三车道使用。大桥全长“758米”则来源于“名古屋（ナゴヤ）”一词。一期大桥的路肩相比二期大桥及另外两座大桥（名港东大桥、名港中央大桥）都更为狭窄。

## 图集

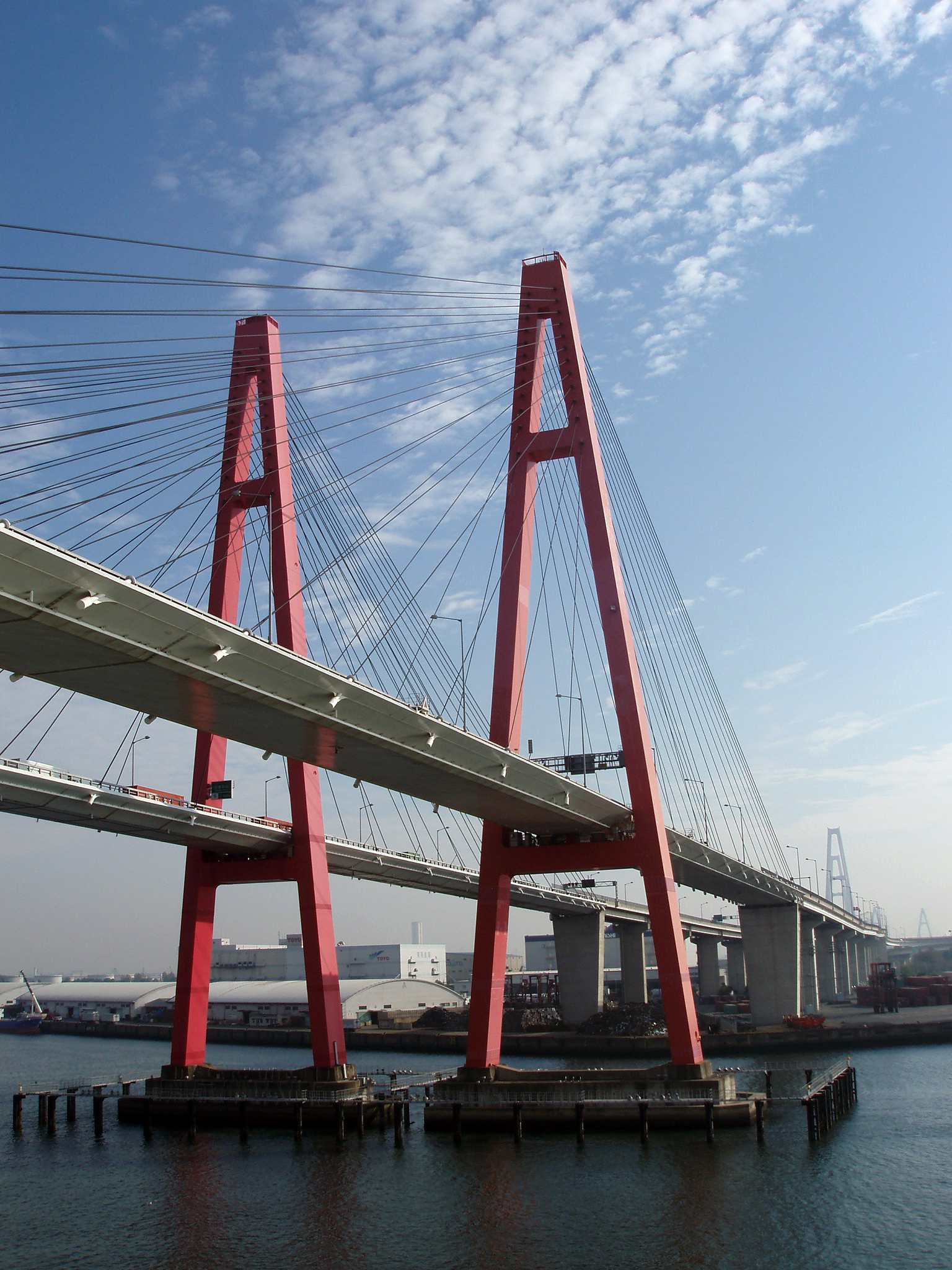
桥塔近景
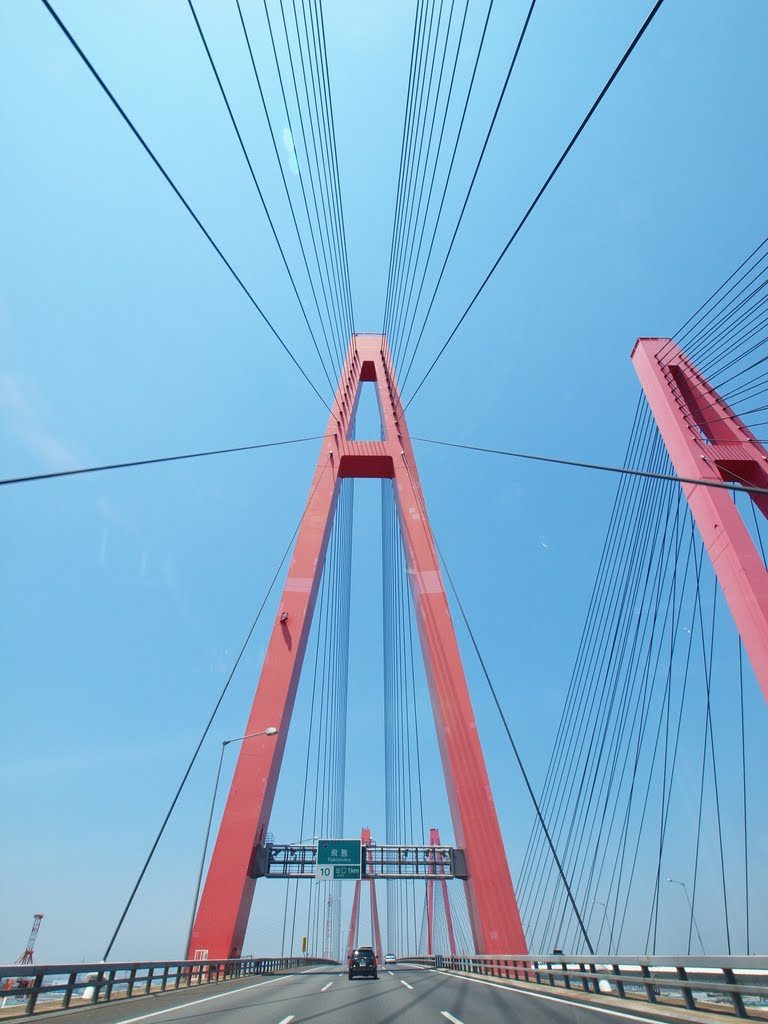
桥面车道及斜拉索